# Kurt Fiala
Kurt Fiala (* 6. Juli 1929 in Wien; † 10. November 1969 in Wien) war ein österreichischer Maler und Vertreter der Wiener Schule des Phantastischen Realismus.
Kurt Fiala wurde am 6. Juli 1929 in Wien geboren, wo er auch aufwuchs. Seine Jugend ist wenig dokumentiert. Als Künstler gelangte er in den Kreis um den Gründungsvater der Wiener Schule des Phantastischen Realismus, Albert Paris Gütersloh, der die Bewegung eigentlich als Phantasmagoriker bezeichnete. Seine bekannten Werke datieren alle in die Zeit nach 1950. Sie zeigen ausschließlich surreale Themen.
Er gehört zur späteren Gruppe der phantastischen Realisten mit Vertretern wie Kurt Regschek, Franz Luby, oder auch den jungen Leherb. Seine Werke wurden in einer Reihe von Themenausstellungen in Wien, Bregenz, Paris oder Berlin gezeigt.
Er starb 1969 in Wien.